# Aginskoburjatski autonomni okrug
Aginskoburjatski autonomni okrug je autonomni okrug u Čitskoj oblasti u Rusiji.

## Vanjske poveznice
- (rus.) Aginskoburjatski autonomni okrug, upravna podjela na 1. siječnja 2005.  Arhivirana inačica izvorne stranice od 11. ožujka 2007. (Wayback Machine)